# ريتشارد أو. كالفر جونيور
ريتشارد أو. كالفر جونيور (بالإنجليزية: Richard O. Culver, Jr.)‏ هو عسكري أمريكي، ولد في 9 أبريل 1936 في جزيرة ألكتراز في الولايات المتحدة، وتوفي في 24 فبراير 2014 في هايدن في الولايات المتحدة.